# Eyck (geslacht)

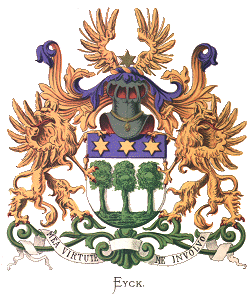
Het familiewapen

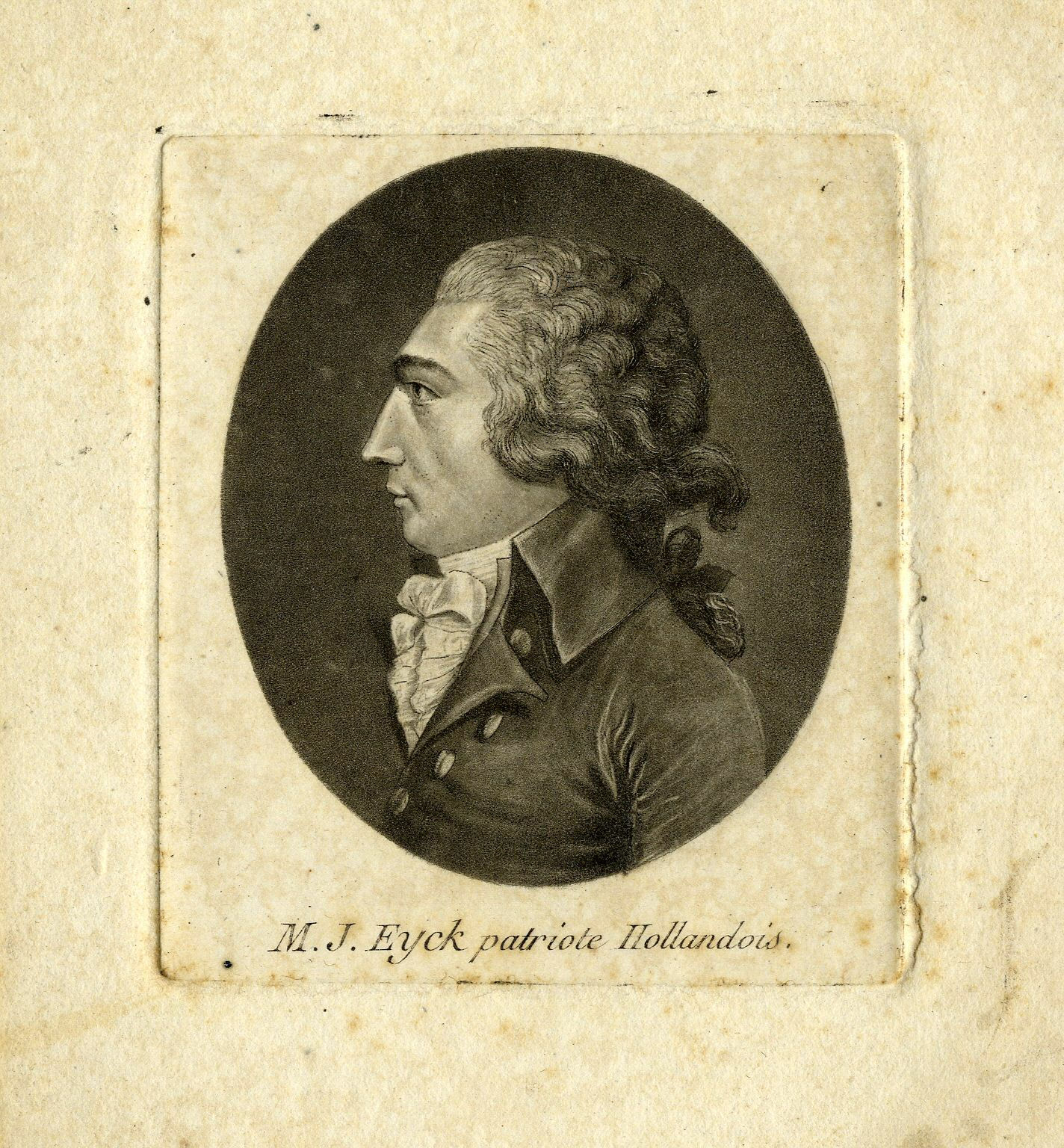
Portret van Maurits Jacob Eyck (1764-1853)

Eyck (ook: Eijck, Eyck van Zuylichem, Eyck tot Zuylichem en Burman Eyck tot Zuylichem) is een Nederlands geslacht.

## Geschiedenis
De stamreeks begint met Maurits Jacobsz. Eyck, geboren Delft 22 Febr. 1643, commandeur en equipagemeester te Batavia, kapitein der mariniers, overleden Batavia 5, begraven aldaar (Portugeesch kerkhof) 7 Mei 1699.
In 1910 werd de stamreeks opgenomen in het genealogische naslagwerk Nederland's Patriciaat; heropname daarin volgde in 1937.

## Landgoed Eyckenstein
Vanaf 1777 bezat de familie het landgoed Eyckenstein. In 1818 kocht Maurits Jacob Eyck de heerlijkheid Zuylichem. Dit ligt in het westen van de Bommelerwaard. Hierna heette de familie Eyck van Zuylichem. Na de dood van Frans Nicolaas Marius Eyck van Zuylichem in 1876 verkocht zijn weduwe Eyckenstein.

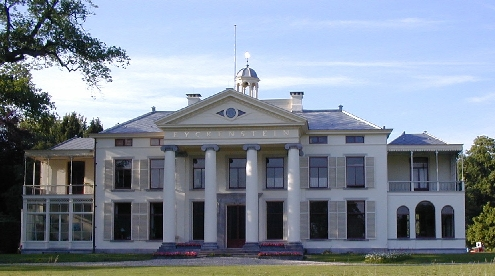
Landgoed Eyckenstein

## Bekende telgen
- Maurits Jacobsz. Eyck (1643-1699), commandeur en equipagemeester te Batavia
  - mr. Hendrik Mauritsz. Eijck (1696-1766), onder andere raadsheer in den Hove van Utrecht 1761
    - Adriaan Hendrik Eyck (1725-1802), was een burgemeester van Utrecht
      - Maurits Jacob Eyck van Zuylichem (1764-1853), erfburggraaf van Zuylichem, wethouder en adjunct-maire van Utrecht, burgemeester van Maartensdijk
        - Frans Nicolaas Marius Eijck tot Zuylichem (1806-1876), heer van Zuylichem, burgemeester van Maartensdijk
          - Willem Gerard Maurits Eijck tot Zuylichem (1846-1915), heer van Zuylichem, burgemeester van Schiermonnikoog en Nijeveen
          - Matthia Jacoba Eijck tot Zuijlichem (1848-1936); trouwde in 1868 met jhr. Samuel Johannes van Westervelt Sandberg (1842-1880), wethouder van Harderwijk[2]

        - Nicolaas Laurens Burman Eyck tot Zuylichem (1853-1912), burgemeester van Maartensdijk

    - Elisabeth Isabella Eijck (1732-1823); trouwde in 1772 met mr. François de Kempenaer (1737-1778), secretaris van de stad Haarlem
    - Dorothea Wijnanda Eijck (1733-1790); trouwde in 1763 met mr. Johan Ortt, heer van Nijenrode en Breukelen (1721-1765) onder andere hoogheemraad Hoogen Zeeburg en Diemerdijk, bewoner van kasteel Nijenrode te Breukelen